# Википедија на маратхи језику
Википедија на маратхи језику или Википедија на маратхију је верзија Википедије на маратхи језику, слободне енциклопедије, која данас има 99.941 чланака и заузима на листи Википедија 58. место.